# Canton de Revigny-sur-Ornain
Le canton de Revigny-sur-Ornain est une circonscription électorale française située dans le département de la Meuse et la région Grand Est.
Le canton est créé en 1790 sous la Révolution française. À la suite du redécoupage cantonal de 2014, les limites territoriales du canton sont remaniées. Le nombre de communes du canton passe de 15 à 28.

## Géographie
Ce canton est organisé autour du bureau centralisateur de Revigny-sur-Ornain et fait partie intégralement de l'arrondissement de Bar-le-Duc. Son altitude varie de 124 m (Rancourt-sur-Ornain et Remennecourt) à 331 m (Courcelles-sur-Aire) pour une altitude moyenne de 191 m. Sa superficie est de 410,57 km2.

## Histoire
Le canton de Revigny-aux-Vaches fait partie du district de Bar-sur-Ornain, créée par le décret du 30 janvier 1790.
Après la suppression des districts en 1795, le canton, renommé depuis en canton de Revigny, intègre l'arrondissement de Bar-le-Duc lors de la création de celui-ci en 1801.
En 1919, à la suite du renommage de la commune chef-lieu Revigny en Revigny-sur-Ornain, le canton change également de nom pour devenir le canton de Revigny-sur-Ornain.
À la suite du redécoupage cantonal de 2014, les limites territoriales du canton sont remaniées. Le nombre de communes du canton passe de 15 à 28, avec l'ajout :
- des 12 communes qui formaient l'ancien canton de Vaubecourt : Chaumont-sur-Aire, Courcelles-sur-Aire, Érize-la-Petite, Les Hauts-de-Chée, Laheycourt, Lisle-en-Barrois, Louppy-le-Château, Noyers-Auzécourt, Rembercourt-Sommaisne, Sommeilles, Vaubecourt, Villotte-devant-Louppy ;
- de 1 des 5 communes de l'ancien canton de Bar-le-Duc-Sud : Robert-Espagne.

## Représentation

### Conseillers d'arrondissement (de 1833 à 1940)
| Période                                  | Période      | Identité                            | Étiquette       | Qualité |
| ---------------------------------------- | ------------ | ----------------------------------- | --------------- | --- |
| 1833                                     | 1846         | Charles Louis Lallemant de Fontenoy |                 | Maire de Nettancourt                                                                                        |
| 1846                                     | 1861         | Etienne Roussel-Couchot             |                 | Maire de Laimont, propriétaire à Grosterme                                                                  |
| 1861                                     | 1871         | Chevalier Camille Jacquot           |                 | Notaire, maire de Revigny-sur-Ornain                                                                        |
| 1871                                     | 1883         | M. Godart                           |                 | Vétérinaire à Bar-le-Duc                                                                                    |
| 1883                                     | 1914 (décès) | Eugène Grandpierre (1828-1914)      |                 | Marchand de bois, maire de Bussy-la-Côte, Président du Conseil d'arrondissement                             |
|                                          |              |                                     |                 | |
|                                          | 1891 (décès) | Charles Varinot (1833-1891)         |                 | Vigneron, entrepreneur de travaux publics                                                                   |
|                                          |              |                                     |                 | |
| 1919                                     | 1940         | Alyre Vannerot                      | Union nationale | Maire d'Andernay                                                                                            |
| 1940                                     |              |                                     |                 | Les conseils d'arrondissement ont été suspendus par la loi du 12 octobre 1940 et n'ont jamais été réactivés |
| Les données manquantes sont à compléter. |              |                                     |                 | |

### Conseillers généraux de 1833 à 2015
| Période | Période          | Identité                                 | Étiquette              | Qualité                                                                                 |
| ------- | ---------------- | ---------------------------------------- | ---------------------- | --------------------------------------------------------------------------------------- |
| 1833    | 1846 (démission) | Nicolas Sébastien Poriquet (1783-1853)   |                        | Notaire, propriétaire à Revigny                                                         |
| 1846    | 1848             | Charles Louis Lallemant de Fontenoy      |                        | Rentier, propriétaire Maire de Nettancourt, conseiller d'arrondissement                 |
| 1848    | 1861             | Jean-François Poriquet                   |                        | Juge de paix à Charny Maire de Revigny-sur-Ornain                                       |
| 1861    | 1877             | Etienne Roussel-Couchot                  | Droite                 | Propriétaire, maire de Laimont, conseiller d'arrondissement                             |
| 1877    | 1909 (décès)     | Louis Charles Edmond Develle (1831-1909) | Gauche républicaine    | Avoué à Bar-le-Duc Député (1879-1885) Sénateur (1885-1909) Président du Conseil Général |
| 1910    | 1932 (décès)     | André Maginot (1877-1932)                | ARS                    | Auditeur au Conseil d’État Député (1910-1932) Ministre (1913-1932)                      |
| 1932    | 1940             | Fernand Nanty                            | Républicains de gauche | Industriel Maire de Mussey                                                              |
|         |                  |                                          |                        |                                                                                         |
| 1943    | 1945             | Arsène Dourin (1869-1950)                |                        | Cultivateur Maire de Revigny-sur-Ornain Nommé conseiller départemental en 1943          |
|         |                  |                                          |                        |                                                                                         |
| 1945    | 1966 (décès)     | Fernand Nanty                            | DVD puis UNR           | Industriel à Mussey                                                                     |
| 1966    | 1970             | Louis Boyer                              | DVD                    | Vétérinaire Maire de Revigny-sur-Ornain                                                 |
| 1970    | 1988             | Pierre Didon                             | DVD                    | Docteur en médecine Maire de Revigny-sur-Ornain                                         |
| 1988    | 1994             | Claude Roy                               | UDF                    | Directeur de Galvameuse Maire de Brabant-le-Roi                                         |
| 1994    | 2000 (démission) | Alain Clément                            | PS                     | Cadre à la C.P.A.M. Maire de Revigny-sur-Ornain (1989-2000)                             |
| 2000    | 2008             | Pierre Parisse                           | UDF puis UMP           | Cadre agricole Maire de Laimont (2001-2008)                                             |
| 2008    | 2015             | Pierre Burgain                           | PS                     | Inséminateur Maire de Revigny-sur-Ornain (depuis 2008)                                  |

### Conseillers départementaux à partir de 2015
| Période élective | Période élective | Mandat | Mandat   | Identité           | Nuance | Nuance | Qualité                                                |
| ---------------- | ---------------- | ------ | -------- | ------------------ | ------ | ------ | ------------------------------------------------------ |
| 2015             | 2021             | 2015   | 2021     | Pierre Burgain     |        | PS     | Inséminateur Maire de Revigny-sur-Ornain (depuis 2008) |
| 2015             | 2021             | 2015   | 2021     | Isabelle Jochymski |        | PS     | Secrétaire de mairie, Raival                           |
| 2021             | 2028             | 2021   | en cours | Pierre Burgain     |        | PS     | Maire de Revigny-sur-Ornain                            |
| 2021             | 2028             | 2021   | en cours | Isabelle Jochymski |        | PS     | Conseillère sortante                                   |

### Résultats détaillés

#### Élections de mars 2015
À l'issue du 1er tour des élections départementales de 2015, trois binômes sont en ballottage : Pierre Burgain et Isabelle Jochymski (PS, 36,84 %), Christian Renould et Nadia Vaury (FN, 32,99 %) et Christophe Antoine et Régine Claquin-Gaire (DVD, 26,49 %). Le taux de participation est de 54,96 % (4 787 votants sur 8 710 inscrits) contre 53,07 % au niveau départemental et 50,17 % au niveau national.
Au second tour, Pierre Burgain et Isabelle Jochymski (PS) sont élus avec 40,63 % des suffrages exprimés et un taux de participation de 55,89 % (1 905 voix pour 4 857 votants et 8 691 inscrits).

#### Élections de juin 2021
Le premier tour des élections départementales de 2021 est marqué par un très faible taux de participation (33,26 % au niveau national). Dans le canton de Revigny-sur-Ornain, ce taux de participation est de 34,04 % (2 910 votants sur 8 550 inscrits) contre 34,51 % au niveau départemental. À l'issue de ce premier tour, deux binômes sont en ballottage : Pierre Burgain et Isabelle Jochymski (DVG, 66,27 %) et Mickaël Guérin et Julie Liabeuf (RN, 33,73 %).
Le second tour des élections est marqué une nouvelle fois par une abstention massive équivalente au premier tour. Les taux de participation sont de 34,36 % au niveau national, 35,74 % dans le département et 35,46 % dans le canton de Revigny-sur-Ornain. Pierre Burgain et Isabelle Jochymski (DVG) sont élus avec 66,03 % des suffrages exprimés (1 858 voix pour 3 031 votants et 8 548 inscrits),,.

## Composition

### Composition avant 2015

Situation du canton de Revigny-sur-Ornain dans l'arrondissement de Bar-le-Duc avant 2015.

Le canton de Revigny-sur-Ornain regroupait 15 communes sur une superficie de 166,14 km2.
| Nom                            | Code Insee | Codepostal | Superficie (km2) | Population (dernière pop. légale) | Densité (hab./km2) |
| ------------------------------ | ---------- | ---------- | ---------------- | --------------------------------- | ------------------ |
| Revigny-sur-Ornain (chef-lieu) | 55427      | 55800      | 19,32            | 3 005 (2012)                      | 156                |
| Andernay                       | 55011      | 55800      | 4,32             | 247 (2012)                        | 57                 |
| Beurey-sur-Saulx               | 55049      | 55000      | 11,62            | 428 (2012)                        | 37                 |
| Brabant-le-Roi                 | 55069      | 55800      | 11,08            | 225 (2012)                        | 20                 |
| Contrisson                     | 55125      | 55800      | 11,82            | 752 (2012)                        | 64                 |
| Couvonges                      | 55134      | 55800      | 4,56             | 158 (2012)                        | 35                 |
| Laimont                        | 55272      | 55800      | 10,77            | 447 (2012)                        | 42                 |
| Mognéville                     | 55340      | 55800      | 18,57            | 378 (2012)                        | 20                 |
| Nettancourt                    | 55378      | 55800      | 11,45            | 263 (2012)                        | 23                 |
| Neuville-sur-Ornain            | 55382      | 55800      | 11,66            | 356 (2012)                        | 31                 |
| Rancourt-sur-Ornain            | 55414      | 55800      | 9,99             | 211 (2012)                        | 21                 |
| Remennecourt                   | 55424      | 55800      | 2,74             | 67 (2012)                         | 24                 |
| Val-d'Ornain                   | 55366      | 55000      | 24,16            | 964 (2012)                        | 40                 |
| Vassincourt                    | 55531      | 55800      | 7,94             | 285 (2012)                        | 36                 |
| Villers-aux-Vents              | 55560      | 55800      | 6,14             | 132 (2012)                        | 21                 |

### Composition à partir de 2015
Le canton de Revigny-sur-Ornain regroupe désormais 28 communes sur une superficie de 410,57 km2.
| Nom                                        | Code Insee | Intercommunalité                 | Superficie (km2) | Population (dernière pop. légale) | Densité (hab./km2) | Modifier                                    |
| ------------------------------------------ | ---------- | -------------------------------- | ---------------- | --------------------------------- | ------------------ | ------------------------------------------- |
| Revigny-sur-Ornain (bureau centralisateur) | 55427      | CC du Pays de Revigny-sur-Ornain | 19,32            | 2 600 (2022)                      | 135                | modifier les données · modifier les données |
| Andernay                                   | 55011      | CC du Pays de Revigny-sur-Ornain | 4,32             | 243 (2022)                        | 56                 | modifier les données · modifier les données |
| Beurey-sur-Saulx                           | 55049      | CA Bar-le-Duc Sud Meuse          | 11,62            | 418 (2022)                        | 36                 | modifier les données · modifier les données |
| Brabant-le-Roi                             | 55069      | CC du Pays de Revigny-sur-Ornain | 11,08            | 222 (2022)                        | 20                 | modifier les données · modifier les données |
| Chaumont-sur-Aire                          | 55108      | CC De l'Aire à l'Argonne         | 9,92             | 120 (2022)                        | 12                 | modifier les données · modifier les données |
| Contrisson                                 | 55125      | CC du Pays de Revigny-sur-Ornain | 11,82            | 773 (2022)                        | 65                 | modifier les données · modifier les données |
| Courcelles-sur-Aire                        | 55128      | CC De l'Aire à l'Argonne         | 11,93            | 42 (2022)                         | 3,5                | modifier les données · modifier les données |
| Couvonges                                  | 55134      | CC du Pays de Revigny-sur-Ornain | 4,56             | 153 (2022)                        | 34                 | modifier les données · modifier les données |
| Érize-la-Petite                            | 55177      | CC De l'Aire à l'Argonne         | 7,18             | 43 (2022)                         | 6,0                | modifier les données · modifier les données |
| Les Hauts-de-Chée                          | 55123      | CC De l'Aire à l'Argonne         | 50,17            | 702 (2022)                        | 14                 | modifier les données · modifier les données |
| Laheycourt                                 | 55271      | CC du Pays de Revigny-sur-Ornain | 18,00            | 354 (2022)                        | 20                 | modifier les données · modifier les données |
| Laimont                                    | 55272      | CC du Pays de Revigny-sur-Ornain | 10,77            | 426 (2022)                        | 40                 | modifier les données · modifier les données |
| Lisle-en-Barrois                           | 55295      | CC De l'Aire à l'Argonne         | 28,94            | 28 (2022)                         | 0,97               | modifier les données · modifier les données |
| Louppy-le-Château                          | 55304      | CC De l'Aire à l'Argonne         | 18,76            | 163 (2022)                        | 8,7                | modifier les données · modifier les données |
| Mognéville                                 | 55340      | CC du Pays de Revigny-sur-Ornain | 18,57            | 359 (2022)                        | 19                 | modifier les données · modifier les données |
| Nettancourt                                | 55378      | CC du Pays de Revigny-sur-Ornain | 11,45            | 242 (2022)                        | 21                 | modifier les données · modifier les données |
| Neuville-sur-Ornain                        | 55382      | CC du Pays de Revigny-sur-Ornain | 11,66            | 366 (2022)                        | 31                 | modifier les données · modifier les données |
| Noyers-Auzécourt                           | 55388      | CC du Pays de Revigny-sur-Ornain | 17,22            | 274 (2022)                        | 16                 | modifier les données · modifier les données |
| Rancourt-sur-Ornain                        | 55414      | CC du Pays de Revigny-sur-Ornain | 9,99             | 180 (2022)                        | 18                 | modifier les données · modifier les données |
| Rembercourt-Sommaisne                      | 55423      | CC De l'Aire à l'Argonne         | 22,32            | 311 (2022)                        | 14                 | modifier les données · modifier les données |
| Remennecourt                               | 55424      | CC du Pays de Revigny-sur-Ornain | 2,74             | 45 (2022)                         | 16                 | modifier les données · modifier les données |
| Robert-Espagne                             | 55435      | CA Bar-le-Duc Sud Meuse          | 7,33             | 758 (2022)                        | 103                | modifier les données · modifier les données |
| Sommeilles                                 | 55493      | CC du Pays de Revigny-sur-Ornain | 18,81            | 181 (2022)                        | 9,6                | modifier les données · modifier les données |
| Val-d'Ornain                               | 55366      | CA Bar-le-Duc Sud Meuse          | 24,16            | 971 (2022)                        | 40                 | modifier les données · modifier les données |
| Vassincourt                                | 55531      | CC du Pays de Revigny-sur-Ornain | 7,94             | 276 (2022)                        | 35                 | modifier les données · modifier les données |
| Vaubecourt                                 | 55532      | CC De l'Aire à l'Argonne         | 22,62            | 314 (2022)                        | 14                 | modifier les données · modifier les données |
| Villers-aux-Vents                          | 55560      | CC du Pays de Revigny-sur-Ornain | 6,14             | 127 (2022)                        | 21                 | modifier les données · modifier les données |
| Villotte-devant-Louppy                     | 55569      | CC De l'Aire à l'Argonne         | 11,23            | 163 (2022)                        | 15                 | modifier les données · modifier les données |
| Canton de Revigny-sur-Ornain               | 5512       |                                  | 410,57           | 10 854 (2022)                     | 26                 | modifier les données                        |

## Démographie

### Démographie avant 2015
| 1962  | 1968  | 1975  | 1982  | 1990  | 1999  | 2006  | 2011  | 2012  |
| ----- | ----- | ----- | ----- | ----- | ----- | ----- | ----- | ----- |
| 7 949 | 8 129 | 8 344 | 8 920 | 8 492 | 8 434 | 8 183 | 7 984 | 7 918 |

### Démographie depuis 2015
En 2022, le canton comptait 10 854 habitants, en évolution de −6,05 % par rapport à 2016 (Meuse : −4,4 %, France hors Mayotte : +2,11 %).
| 2013   | 2018   | 2022   |
| ------ | ------ | ------ |
| 11 649 | 11 354 | 10 854 |